# Bronisław Filipczak
Bronisław Filipczak (ur. 28 października 1877 w Sanoku, zm. 25 sierpnia 1973 tamże) – polski notariusz, muzyk, działacz kultury.

## Życiorys

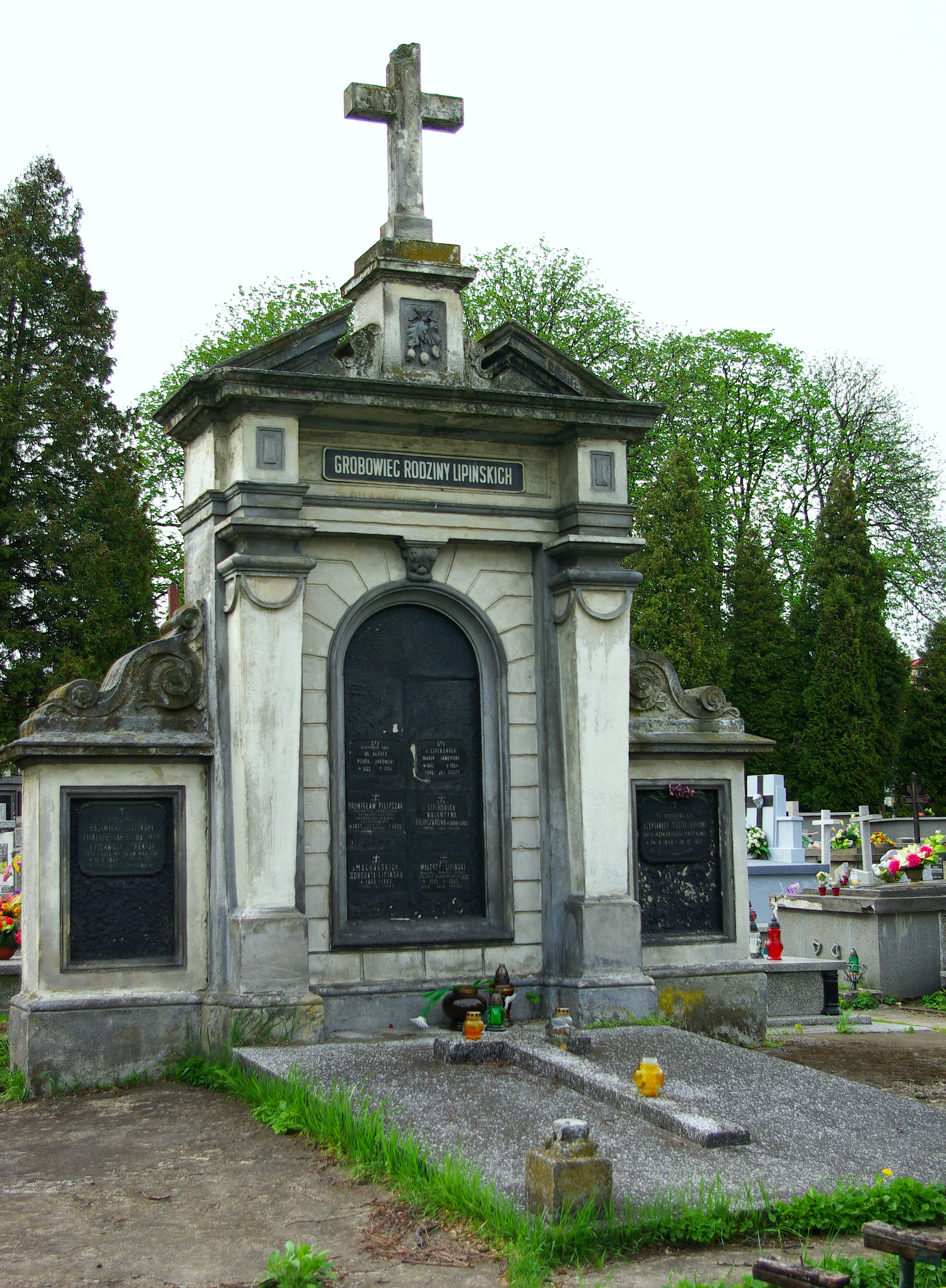
Grobowiec rodziny Lipińskich

Urodził się 28 października 1877 w Sanoku. Był synem Michała (1849–1930, pochodzący z Lisznej, z zawodu stelmach, działacz ruchu ludowego, zwolennik ks. Stanisława Stojałowskiego, w ostatnich latach życia żonaty z Julią Pomykałą) i Franciszki z Michoniów (pochodząca z Zarszyna, zm. ok. 1896). Miał troje rodzeństwa. Wraz z rodziną zamieszkiwał przy ówczesnej ulicy Andrzeja Potockiego, gdzie ojciec zbudował dom i prowadził warsztat.
W 1898 Bronisław Filipczak zdał egzamin dojrzałości w C. K. Gimnazjum Męskim w Sanoku (w jego klasie był m.in. Samuel Herzig). Po maturze miał podjąć studia techniczne. W 1903 ukończył studia na Wydziale Prawa Uniwersytetu Jana Kazimierza we Lwowie, uzyskując tytuł magistra. Po ich ukończeniu przez dwa lata pracował w służbie notarialnej w Sanoku (u Antonina Puszczyńskiego), później w Lesku (u Romana Baczyńskiego do 1912). Po zdaniu egzaminu był notariuszem w Baligrodzie, następnie ponownie w Lesku, Ustrzykach, a później wraz z przełożonym Romanem Baczyńskim pracował w Dolinie. Po studiach przez rok odbył służbę wojskową w C. K. Armii, a po wybuchu I wojny światowej został zmobilizowany do armii austriackiej, brał udział w oblężeniu Przemyśla, gdzie dostał się do niewoli rosyjskiej. Przebywał w niej od marca 1915 do sierpnia 1918, był osadzony w Carycynie.
Po odzyskaniu przez Polskę niepodległości został przyjęty do Wojska Polskiego. Awansowany do stopnia podporucznika rezerwy piechoty ze starszeństwem z 1 czerwca 1919. W 1923, 1924 był oficerem rezerwowym 6 pułku Strzelców Podhalańskich. Wstąpił w służbie notarialnej II Rzeczypospolitej. Pracował w Brzozowie, następnie jako notariusz w Dubiecku przez sześć lat, a od 1926 w Tarnopolu do 1939 przy ulicy 3 Maja 6. W 1934 jako porucznik rezerwy piechoty był zweryfikowany z lokatą 2. na liście oficerów pospolitego ruszenia ze starszeństwem z dniem 1 czerwca 1919; był wtedy w Oficerskiej Kadrze Okręgowej nr V – korpus oficerów piechoty, jako oficer przewidziany do użycia w czasie wojny; pozostawał wówczas w ewidencji Powiatowej Komendy Uzupełnień Tarnopol.
Po wybuchu II wojny światowej od 1939 do 1941 przebywał we Lwowie, po czym do lutego 1944 ponownie był w Tarnopolu. U kresu wojny powrócił do Sanoka. Z dniem 11 października 1945 został mianowany notariuszem w Sanoku. W 1948 został przeniesiony w stan spoczynku. Później był zatrudniony w Urzędzie Likwidacyjnym, następnie w Muzeum Historycznym w Sanoku. Pracował zawodowo do 1958.
Przez całe życie rozwijał pasję muzyczną i umiejętności w tej dziedzinie. Samodzielnie nauczył się gry na kilku instrumentach. Podczas edukacji szkolnej działał w chórze i orkiestrze szkolnej. W trakcie studiów był założycielem chóru akademickiego we Lwowie. Założył orkiestrę jeniecką w niewoli rosyjskiej w Carynie. Później zakładał chóry, orkiestry i zespoły teatralne zakładał w miejscach swojego zatrudnienia (do 1938 założył 10 chórów, 3 orkiestry, 2 teatry): Lesku, Baligrodzie, Brzozowie, Dubiecku, a także w Sanoku, Zagórzu i Zarszynie (pod nazwą „Lutnia”). Był prezesem Towarzystwa Przyjaciół Muzyki w Tarnopolu. W Sanoku prowadził chór przy Powiatowym Domu Kultury. Jako dyrygent wraz z chórami uczestniczył w zjazdach śpiewaczych w 1911 i w 1936. Komponował także pieśni zarówno religijne, jak i świeckie, które były wykonywane w Sanoku i okolicach. W Sanoku od 1945 do 1946 kierował chórem gimnazjalnym, a w 1948 założył Towarzystwo Muzyczne. W latach 60. był uznawany za nestora amatorskiego ruchu śpiewaczego na Rzeszowszczyźnie; w 1966 został odznaczony przez Zjednoczenie Polskich Zespołów Śpiewaczych i Instrumentalnych odznaką honorową I stopnia z wieńcem laurowym.
Po zakończeniu II wojny światowej w 1946 zaangażował się w próbę reaktywacji sanockiego gniazda Polskiego Towarzystwa Gimnastycznego „Sokół”. Był także kolekcjonerem pamiątek, które przekazał na rzecz Archiwum Wojewódzkiego Domu Kultury w Rzeszowie. Był wielokrotnie odznaczany. Przed 1939 zamieszkiwał przy ulicy Potockiego 21, w PRL przemianowanej na Ludwika Waryńskiego (obecna ul. Podgórze).
Zmarł 25 sierpnia 1973 w Sanoku (dzień później w ogłoszeniach parafialnych Parafii Przemienienia Pańskiego w Sanoku został określony jako najstarszy obywatel Sanoka). 27 sierpnia 1973, po nabożeństwie w kościele Franciszkanów w Sanoku, został pochowany w grobowcu rodziny Lipińskich na cmentarzu przy ul. Rymanowskiej w Sanoku.
28 października 1905 poślubił Walentynę Lipińską (1886–1955), wnuczkę Walentego, córkę Aleksandra. Ich dziećmi byli Zygmunt (ur. 1907), Zofia, Mieczysław.

## Ordery i odznaczenia
- Srebrna odznaka honorowa Zjednoczonego Związku Towarzystw Śpiewaczych (1932)[29]
- Złota odznaka honorowa Zjednoczonego Związku Towarzystw Śpiewaczych (1932)[29]
- Złoty Krzyż Zasługi (30 czerwca 1939)[30]
- Odznaka „Zasłużony Działacz Kultury” (1965)[29]
- Złota odznaka honorowa z wieńcem laurowym I stopnia Ogólnopolskiego Zjednoczonego Towarzystwa Śpiewaczego (1966)[31]

## Opracowania
- Sanockie stosunki społeczno-gospodarcze w latach 1875–1905.
- Wspomnienia o działalności politycznej ks. Stanisława Stojałowskiego na terenie Sanoka i powiatu sanockiego.
- Notatki o działalności kulturalno-oświatowej placówek w dziedzinie muzyki, teatru, śpiewu i czytelnictwa na terenie Sanoka i powiatu sanockiego w latach 1875–1905.